# Anna Wojtyś
Anna Wojtyś – polska anglistka, wykładowczyni Uniwersytetu Warszawskiego. 

## Życiorys
Anna Wojtyś w 2002 ukończyła studia magisterskie w zakresie filologii angielskiej w Instytucie Anglistyki Uniwersytetu Warszawskiego. W 2007 uzyskała na Wydziale Neofilologii UW stopień doktora nauk humanistycznych w dyscyplinie językoznawstwo na podstawie napisanej pod kierunkiem Jerzego Wełny dysertacji Oznaczanie imiesłowu biernego w angielszczyznie średniowiecznej: analiza korpusowa w zakresie morfologi historycznej. Habilitowała się w 2018 tamże, przedstawiwszy dzieło Archaiczne czasowniki angielskie z grupy preterite-present: Zanik *dugan, munan,*-nugan, *þurfan i unnan.
Jej zainteresowania naukowe obejmują takie zagadnienia jak: historia języka angielskiego, dialektologia języka angielskiego, socjolingwistyka, morfologia, fonetyka i fonologia.
Od 2003 do 2007 i od 2009 zawodowo związana z Instytutem Anglistyki Wydziału Neofilologii Uniwersytetu Warszawskiego. Pełniła szereg funkcji na uczelni, m.in. prodziekan ds. badań i współpracy w kadencji 2020–2024. W latach 2007–2009 wykładała w Społecznej Wyższej Szkole Przedsiębiorczości i Zarządzania (później Społeczna Akademia Nauk).
Członkini Societas Linguistica Europaea.